# Vittorio Sella
(Jim Curran, K2: The Story of the Savage Mountain)
Vittorio Sella (Biella, 28 agosto 1859 – Biella, 12 agosto 1943) è stato un alpinista e fotografo italiano.
Le sue foto di montagna sono ancora considerate tra le più belle mai fatte.

## Biografia
Nato a Biella nel 1859 dall'industriale Giuseppe Venanzio Sella e da Clementina Mosca Riatel, ereditò la passione della montagna dallo zio Quintino Sella, fondatore del Club Alpino Italiano. Portò a termine numerose ascensioni notevoli nelle Alpi, tra cui le prime invernali del Cervino e del Monte Rosa, e la prima traversata invernale del Monte Bianco. Partecipò a diverse spedizioni all'estero, tra cui: tre spedizioni sul Caucaso, dove c'è ancora oggi un picco che porta il suo nome, la spedizione al monte Sant'Elias in Alaska del 1897, la spedizione al monte Ruwenzori in Uganda del 1906, e la spedizione al K2 del 1909. In queste ultime tre spedizioni fu compagno di Luigi Amedeo di Savoia-Aosta, Duca degli Abruzzi. Già nel 1899 aveva preso parte anche alla spedizione del Duca degli Abruzzi al Polo Nord sulla nave Stella Polare e nella regione del Sikkim indiano con l'ultracinquantenne alpinista inglese Douglas William Freshfield, il professor E. J. Garwood, e con la sua guida fidata François Devouassoud nelle Indie, in Birmaniae  nell'isola di Ceylon, fu nel Sikkim che portò a termine il primo periplo documentato del Kangchenjunga, che descrisse in "Round Kangchenjunga" del 1903, e che venne edita da Edward Arnold con il corredo fotografico dello stesso Vittorio Sella.
Sella proseguì l'attività alpinistica fino in tarda età. Compì il suo ultimo tentativo al Cervino all'età di 76 anni: in quest'occasione dovette ritirarsi in seguito ad un incidente occorso ad una delle sue guide.
Sella morì nella sua Biella nel 1943 e fu sepolto nel cimitero monumentale di Oropa, nei pressi dell'omonimo santuario mariano.

## Attività fotografica
L'alta qualità delle foto di Vittorio Sella è in parte dovuta al suo utilizzo di lastre fotografiche da 30x40 cm, nonostante le difficoltà che comportava il trasporto del relativo equipaggiamento, pesante e fragile, in luoghi remoti. Per poter trasportare le lastre in sicurezza, dovette sviluppare dell'equipaggiamento apposito, compresi delle sacche da sella e degli zaini modificati.
Molte delle sue fotografie ritraevano montagne di cui non esistevano precedenti rappresentazioni, ed hanno quindi sia valore artistico che valore storico; ad esempio, sono state utilizzate per misurare la ritirata dei ghiacciai del Ruwenzori.
La sua collezione fotografica è oggi gestita dalla Fondazione Sella.

## Riconoscimenti
Le sue fotografie ebbero ampia diffusione, sia sulla stampa che in mostre, e ricevettero molti plausi; Ansel Adams, che ne vide 31 in un'esposizione che Sella aveva fatto al Sierra Club americano, disse che ispiravano "un senso di meraviglia di tipo religioso".
Anche in epoca successiva è stato variamente celebrato: una mostra fotografica si è svolta a Nuova Delhi sotto il titolo Vittorio Sella: Photographer in the Himalaya.

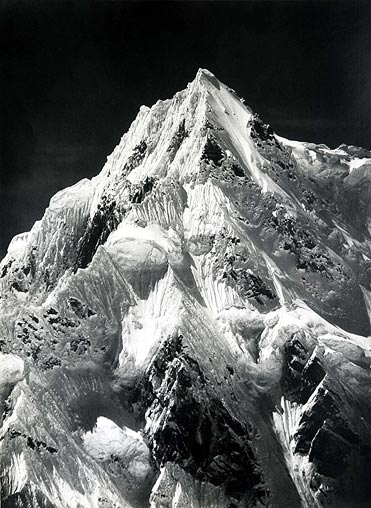
Himalaya, il monte Siniolchu visto dal ghiacciaio di Zemu.

Gli è stato dedicato il rifugio Vittorio Sella, posto nel Parco nazionale del Gran Paradiso.